# Filho do Urso e Outras Histórias
Filho do urso e outras histórias é uma coletânea de histórias em quadrinhos criadas pelo artista Flavio Colin. O livro, lançado no final de 2002 pela editora Opera Graphica como parte da série Coleção Opera Brasil, é uma homenagem ao artista, que falecera em agosto do mesmo ano. O livro traz quatro HQs inéditas, que haviam sido produzidas entre 1991 e 1992 para as revistas Calafrio e Mestres do Terror da D-Arte, mas que não foram publicadas por causa do cancelamento de ambas. Além disso, há também duas republicações de histórias clássicas (uma de 1960 e outra de 1978), um texto do pesquisador Gonçalo Junior sobre a carreira de Colin e depoimentos de amigos do artista. O livro ganhou o Troféu HQ Mix de 2002 como "melhor edição especial".